# Keyworth
Keyworth is een civil parish in het bestuurlijke gebied Rushcliffe, in het Engelse graafschap Nottinghamshire met 6733 inwoners.

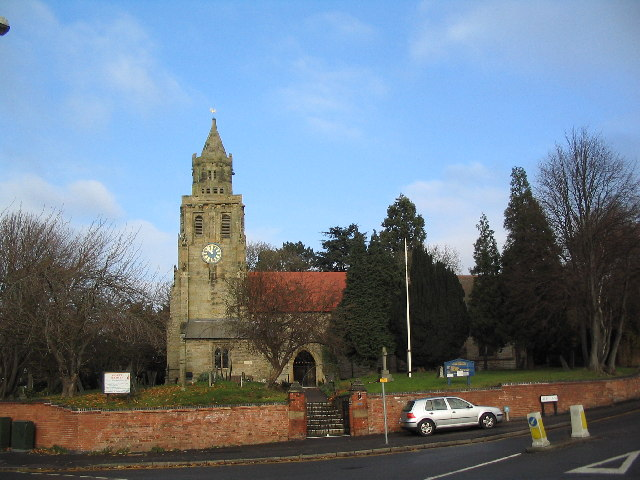
Kerk van St Mary Magdalene
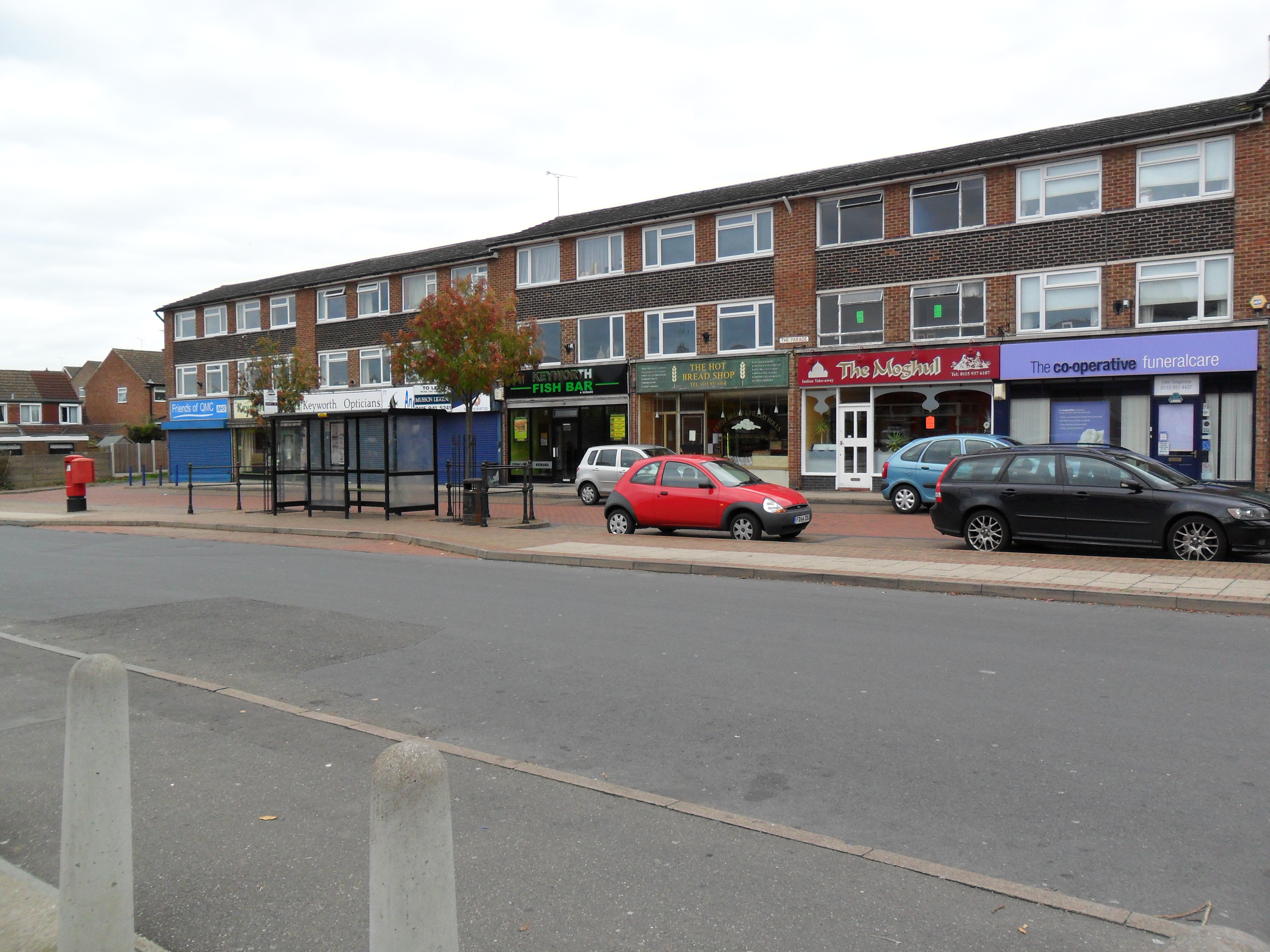
The Parade